# Guillermo Haro Bélchez
Guillermo Haro Bélchez (Ciudad de México (Antes DF ahora CDMX), 11 de octubre de 1959) es un servidor público y académico mexicano. Es Licenciado en Derecho por la Universidad La Salle A.C., Maestro en Administración Pública por el Instituto Nacional de Administración Pública (España)  y Doctor en Derecho por la Universidad de Alcalá de Henares (Madrid, España), obteniendo la nota máxima de Apto Cum Laude.

## Trayectoria
Se ha desempeñado como director general de Responsabilidades y Situación Patrimonial y como secretario de la Contraloría del Gobierno del Estado de México, como contralor interno en la Secretaría de Desarrollo Social (México), como titular de la Unidad de Normatividad de Adquisiciones, Obra Pública, Servicios y Patrimonio Federal en la Secretaría de la Función Pública, como presidente del Instituto de Administración Pública del Estado de México, como vicepresidente del Instituto Nacional de Administración Pública, como secretario general de la Cámara de Diputados y como director de Administración y Finanzas del Fondo Nacional de Fomento al Turismo Fonatur, como catedrático en diversas universidades de México y de España, es autor y coautor de diversos libros vinculados con la función pública. Fue titular de la Procuraduría Federal de Protección al Ambiente.[cita requerida]

## Actividades académicas
Impartió clases en la maestría de administración pública del Instituto Nacional de Administración Pública en la Universidad de Alcalá de Henares, en Madrid, España; en el Instituto Tecnológico Autónomo de México, en la Facultad de Derecho de la Universidad Autónoma de Querétaro y en el Instituto Tecnológico y de Estudios Superiores de Monterrey, Campus Toluca.[cita requerida]
Asimismo, ofreció la cátedra de derecho administrativo en la División de Estudios de Posgrado de la Universidad Panamericana (México) y fue profesor-investigador asociado del  Centro de Investigación y Estudios Avanzados en Ciencias Políticas y Administración Pública de la Facultad de las Ciencias Políticas y Administración Pública de la Universidad Autónoma de Querétaro.[cita requerida]

## Publicaciones
- Aportaciones para la Reforma de la Función Pública en México, editado por el Instituto Nacional de Administración Pública (España) (Madrid-España 1988) 704 pp. y reimpreso por ECASA, S.A. de C.V., En 1993 con el título: “Derecho de la Función Pública”.

- La Función Pública en el Proceso de Modernización Nacional por el Instituto de Administración Pública del Estado de México, (Toluca, México 1981) 157 pp.

- El Régimen Disciplinario en la Función Pública (experiencias comparadas) UAEM- IAPEM, 1993, 186 pp.

- La Administración local en México, (III Tomos).  INAP, México, D.F. 1997 (Coordinador).

- Como servir mejor a los ciudadanos. INAP 1999, México, D.F. 190 pp. (Coordinador).

- La Profesionalización de servidores públicos locales en México (III Tomos) INAP, México 1999 (Coordinador).

- El Servicio Profesional de Carrera: Tradiciones y Perspectivas, editorial Porrúa, México 2000

- Fiscalización Superior: Avances y Retos, Serie de Políticas Públicas, Miguel Ángel Porrúa Librero, Editorial, México, D.F. 2010 edición, 233 pp.

- Propuesta de Lineamientos para el Rediseño Institucional de la Administración Pública en una Presidencia Democrática (Ensayo para el futuro de México), en Colaboración con el INAP y Porrúa 2013,      177 pp.

## Actividades honoríficas
- Vicepresidente del Consejo de Alumnos de la Escuela de Derecho de la Universidad La Salle (México), (1979).

- Presidente del Consejo General de Alumnos de la Universidad La Salle (México) (1980-1982)

- Consejero del nivel Licenciatura en el Consejo Universitario de la  Universidad La Salle (México)  (1980-1982)

- Miembro Regular del Instituto Nacional de Administración Pública del Estado de México, A.C. (IAPEM), desde 1992.

- Presidente de la Asociación Mexicana de Egresados del INAP de España (AMEINAPE) (1987-1989).

- Presidente del Instituto de Administración Pública del Estado de México, A. C. (IAPEM) (1994-1997).

- Vicepresidente del Instituto Nacional de Administración Pública (México). (1995-2001).

- Coordinador de la Región IV (estados de Estado de Guerrero, Morelos, Michoacán, Querétaro y Estado de México), de la Comisión permanente de contralores Estados-Federación (199-1997).

- Coordinador General de la Comisión Permanente De Contralores Estado- Federación (1995-1996).

- Vicepresidente de la Fundación Colosio, A.C. (2012)

## Actividades privadas
- Consejero independiente en Empresas ICA, S.A.B. de C.V.[cita requerida]

## Premios y distinciones
- Premio Nacional de Administración Pública. Instituto Nacional de Administración Pública (México)

- Reconocimiento por Contribución a la Investigación de Excelencia otorgado por el INAP.

- Miembro de la Sociedad Mexicana de Geografía y Estadística

- Premio al Servicio Público en 1996 otorgado por la Asociación Mexicana de Egresados del INAP España.

- Miembro de la Asociación de Abogados del Valle de México (Colegio de Abogados A.C.).

- Pergamino “Adolfo López Mateos”. Reconocimiento al Servicio Público 2007, otorgado por la Sociedad Mexicana de Geografía y Estadística

- Datos: Q16300868